# Lancia Augusta
Lancia Augusta är en personbil, tillverkad av den italienska biltillverkaren Lancia mellan 1933 och 1936.
Augusta var Lancias första småbil, avsedd att tillverkas i stora volymer. Här hade Lancia återgått till självbärande kaross, där även taket var en bärande del. Karossen var tillräckligt kraftig för att byggas utan B-stolpe mellan dörrarna. Motorn var en nyutvecklad liten V4 och för första gången använde Lancia hydrauliska bromsar.
Från 1934 erbjöd Lancia även ett separat chassi för karossbyggare och man införde en egen cabriolet på programmet.
Tillverkningen i Italien uppgick till 17 217 exemplar. Dessutom tillverkades drygt 3 000 bilar i Frankrike mellan 1934 och 1938 under namnet Lancia Belna.